# Acrolophus pyramellus
Acrolophus pyramellus är en fjärilsart som beskrevs av Barnes och Mcdunnough 1913. Acrolophus pyramellus ingår i släktet Acrolophus och familjen Acrolophidae. Inga underarter finns listade i Catalogue of Life.